# Órmos Mitzéllas
Órmos Mitzéllas är en vik i Grekland. Den ligger i den centrala delen av landet, 150 km nordväst om huvudstaden Aten.